# Mifflintown
Le borough de Mifflintown est le siège du comté de Juniata, dans le Commonwealth de Pennsylvanie, aux États-Unis. Sa population s’élevait à 936 habitants lors du recensement de 2010, estimée à 912 habitants en 2018.

## Démographie
| Groupe            | Mifflintown | Pennsylvanie | États-Unis |
| ----------------- | ----------- | ------------ | ---------- |
| Blancs            | 87,4        | 81,9         | 72,4       |
| Autres            | 7,3         | 2,4          | 6,2        |
| Métis             | 3,5         | 1,9          | 2,9        |
| Amérindiens       | 0,8         | 0,2          | 0,9        |
| Afro-Américains   | 0,6         | 10,9         | 12,6       |
| Asiatiques        | 0,4         | 2,8          | 4,8        |
| Total             | 100         | 100          | 100        |
|                   |             |              |            |
| Latino-Américains | 16,9        | 5,7          | 16,7       |

Selon l'American Community Survey, pour la période 2011-2015, 75,10 % de la population âgée de plus de 5 ans déclare parler l'anglais à la maison, 24,03 % déclare parler l'espagnol et 0,88 % le français.

## Source
- (en) Cet article est partiellement ou en totalité issu de l’article de Wikipédia en anglais intitulé « Mifflintown, Pennsylvania » (voir la liste des auteurs).

1. ↑  (en) « Mifflintown, PA Population - Census 2010 and 2000 », sur censusviewer.com (consulté le 2 mars 2016).
2. ↑  (en) « Population of Pennsylvania - Census 2010 and 2000 », sur censusviewer.com (consulté le 2 mars 2016).
3. ↑  (en) « American FactFinder - Results », sur factfinder.census.gov (consulté le 26 mars 2017)